# Cyrtochilum rhodoneurum
Cyrtochilum rhodoneurum är en orkidéart som först beskrevs av Heinrich Gustav Reichenbach, och fick sitt nu gällande namn av Stig Dalström. Cyrtochilum rhodoneurum ingår i släktet Cyrtochilum, och familjen orkidéer. Inga underarter finns listade i Catalogue of Life.

## Bildgalleri

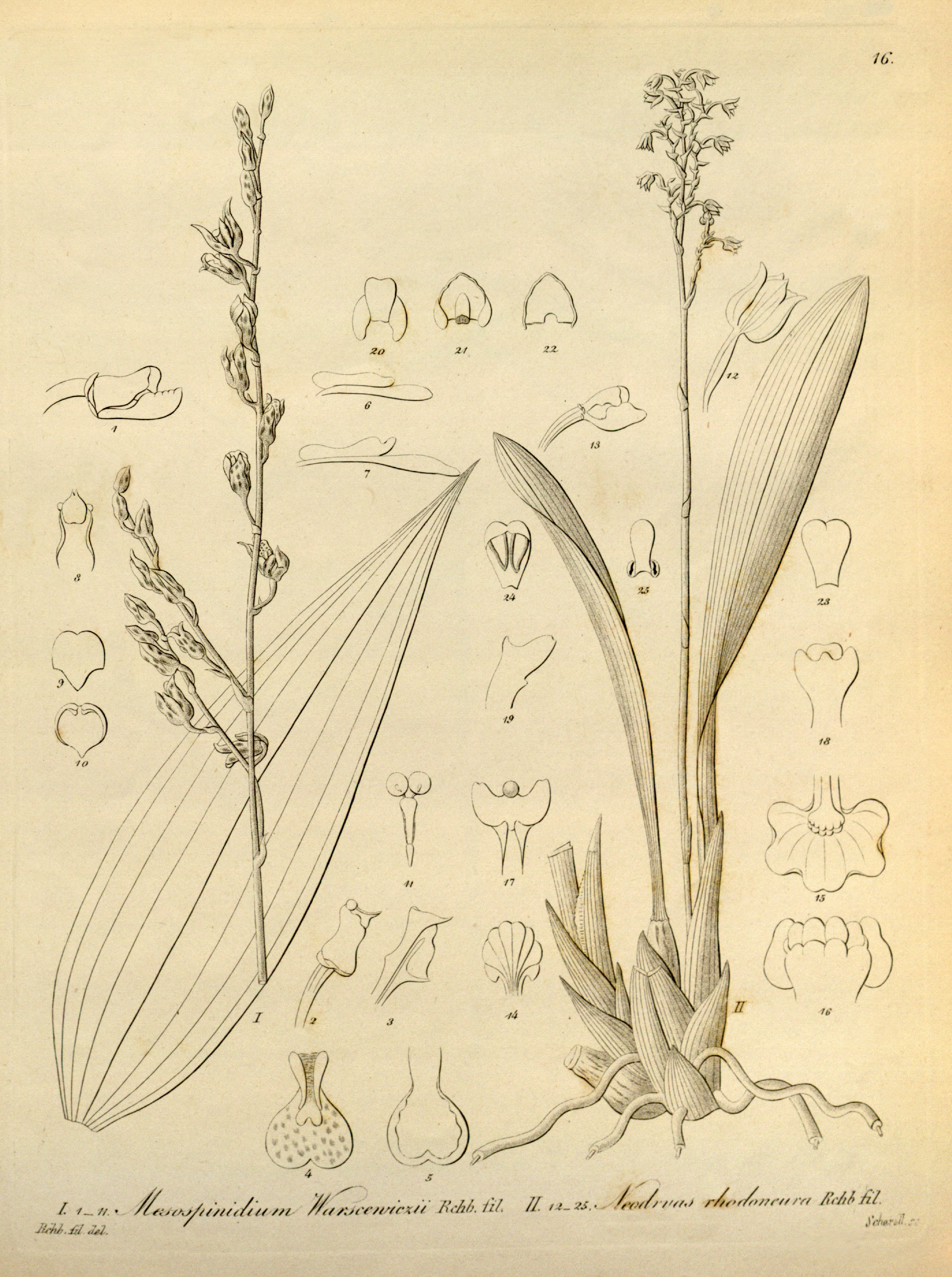